# Dennis Ross
Dennis B. Ross (* 26. listopadu 1948, San Francisco, Kalifornie, USA) je americký diplomat a spisovatel, který hrál významnou roli v americké politice na Blízkém východě, zejména v oblasti izraelsko-palestinského konfliktu. Za vlády prezidenta George H. W. Bushe působil jako ředitel politického plánování na ministerstvu zahraničních věcí a za vlády prezidenta Billa Clintona byl zvláštním koordinátorem/velvyslancem pro Blízký východ. V současné době je zvláštní poradcem ministryně zahraničních věcí Hillary Clintonové pro oblast Perského zálivu a jihozápadní Asie.

## Biografie

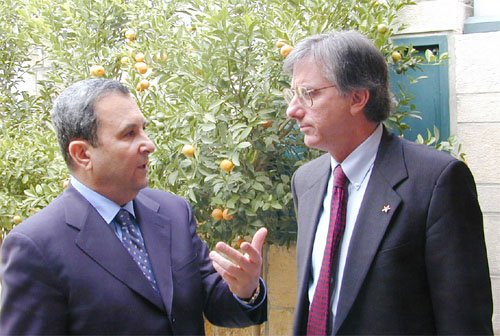
Ehud Barak a Dennis Ross (vpravo) v roce 1999

Narodil se v San Franciscu a vyrůstal v okrese Marin. Jeho židovská matka a katolický nevlastní otec jej vychovávali v nereligiózní domácnosti. V roce 1970 odpromoval na University of California v Los Angeles, kde obhájil svou disertační práci o sovětském rozhodování. Po izraelské šestidenní válce v roce 1967 se stal religiózním Židem a v roce 2002 pomáhal založit synagogu Kol Šalom v Rockville v Marylandu.
Ve funkci zvláštního velvyslance pro Blízký východ působil od svého jmenování Billem Clintonem v roce 1993. Izraelcům a palestinské reprezentaci pomáhal dosáhnout Prozatímní dohodu o Západním břehu a Pásmu Gazy (tzv. Oslo II) a v roce 1997 zprostředkoval dohodu známou jako Hebronský protokol. Pomáhal taktéž s izraelsko-jordánskou mírovou smlouvou a pracoval též na mírových rozhovorech mezi Izraelem a Sýrií.

## Dílo
- Acting with Caution: Middle East Policy Planning for the Second Reagan Administration. [s.l.]: Washington Institute for Near East Policy, 1985. (Policy Papers #1). Dostupné v archivu pořízeném dne 2009-03-05. (anglicky)
- Reforming the Palestinian Authority: Requirements for Change. [s.l.]: Washington Institute for Near East Policy, August 2002. (Policy Focus #43). Dostupné v archivu pořízeném dne 2009-03-05. (anglicky)
- The Missing Peace: The Inside Story of the Fight for Middle East Peace. [s.l.]: Farrar, Straus, and Giroux, August 2004. Dostupné online. ISBN 0-374-19973-6. (anglicky)
- předmluva ke knize: LEVITT, Matthew. Hamas: Politics, Charity, and Terrorism in the Service of Jihad. [s.l.]: Yale University Press, 2006. Dostupné online. ISBN 0-300-11053-7. (anglicky)
- Statecraft: And How to Restore America's Standing in the World. [s.l.]: Farrar, Straus, and Giroux, June 2007. Dostupné online. ISBN 0-374-29928-5. (anglicky)
- Myths, Illusions, and Peace: Finding a New Direction for America in the Middle East. [s.l.]: Viking, 2009. Dostupné online. ISBN 978-0670020898. (anglicky)